# Deraschne
Deraschne (ukrainisch Деражне; russisch Деражное/Deraschnoje polnisch Deraźne oder Derażne) ist ein ukrainisches Dorf in der Oblast Riwne. Es ist im Rajon Kostopil, etwa 28 Kilometer westlich der ehemaligen Rajonshauptstadt Kostopil und 30 Kilometer nördlich der Oblasthauptstadt Riwne am Fluss Horyn gelegen.

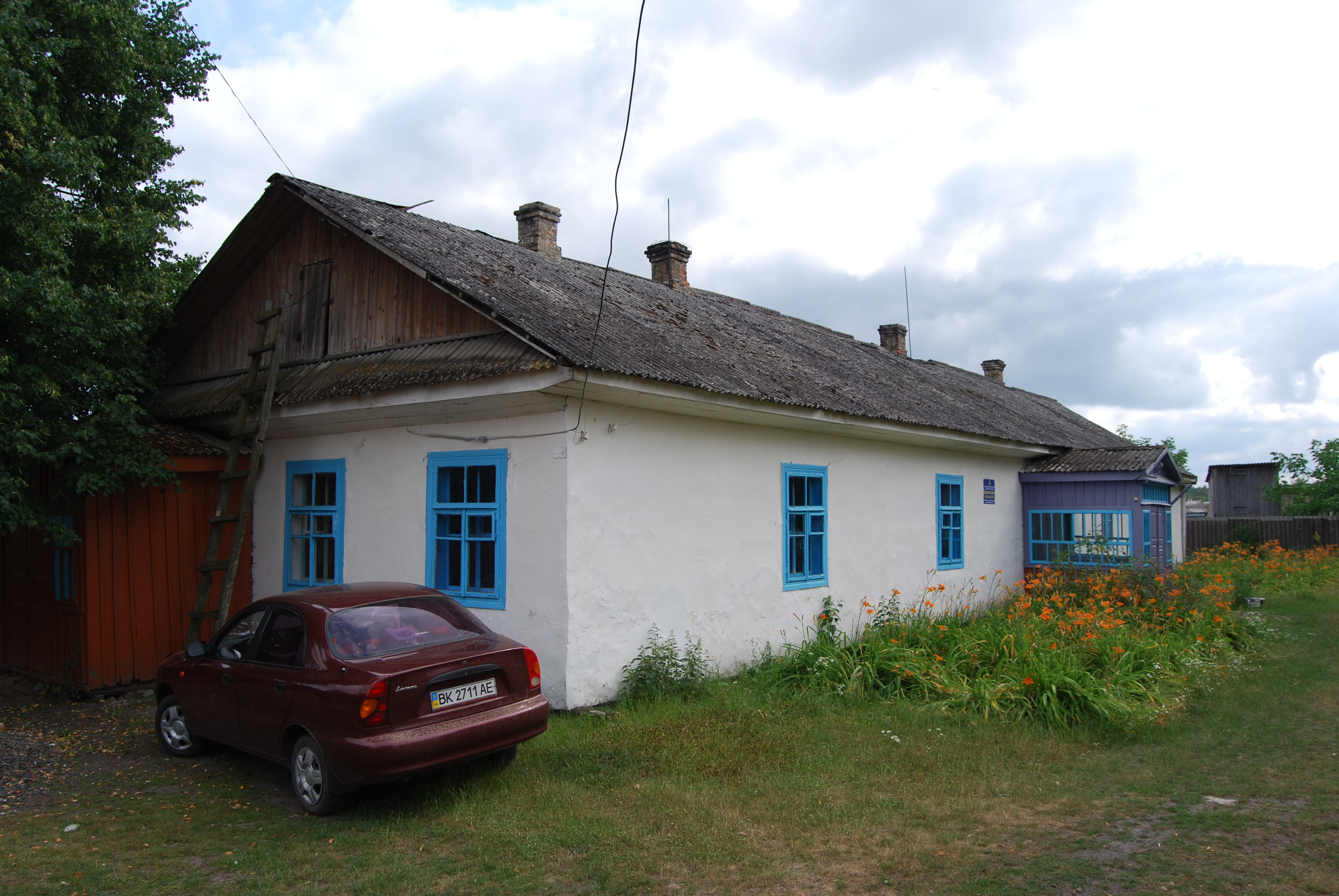
Haus in Deraschne

Das Dorf wurde 1577 zum ersten Mal schriftlich erwähnt und gehörte bis zur 3. polnischen Teilung zur Adelsrepublik Polen (in der Woiwodschaft Wolhynien), kam dann zum Russischen Reich, wo es im Gouvernement Wolhynien lag. 1918/1921 fiel es an Polen und kam zur Woiwodschaft Wolhynien in den Powiat Kostopol, Gmina Deraźne. Nach dem Beginn des Zweiten Weltkrieges besetzte die Sowjetunion das Gebiet und machte den Ort im 1940 zum Hauptort des gleichnamigen Rajons Deraschne. Nach dem Überfall Deutschlands auf die Sowjetunion im Juni 1941 kam der Ort bis 1944 unter deutsche Herrschaft (eingegliedert in das Reichskommissariat Ukraine), wurde aber nach dem Krieg wieder von der Sowjetunion annektiert und der Ukrainischen SSR zugeschlagen, seit 1991 ist es ein Teil der heutigen Ukraine.
1959 wurde der Rajon Deraschne aufgelöst und dem Rajon Kostopil zugeschlagen, der Ort blieb ein einfaches Dorf.

## Verwaltungsgliederung
Am 26. August 2016 wurde das Dorf zum Zentrum der neugegründeten Landgemeinde Deraschne (Деражненська сільська громада Deraschnenska silska hromada). Zu dieser zählen noch die 8 in der untenstehenden Tabelle aufgelisteten Dörfer, bis dahin bildete es zusammen mit dem Dorf Bytschal die Landratsgemeinde Deraschne (Деражненська сільська рада/Deraschnenska silska rada) im Westen des Rajons Kostopil.
Am 17. Juli 2020 wurde der Ort ein Teil des Rajons Riwne.
Folgende Orte sind neben dem Hauptort Deraschne Teil der Gemeinde:
| Name                     | Name        | Name                       | Name         | Name |
| ukrainisch transkribiert | ukrainisch  | russisch                   | polnisch     |      |
| ------------------------ | ----------- | -------------------------- | ------------ | ---- |
| Bytschal                 | Бичаль      | Бичаль (Bitschal)          | Biczal       |      |
| Djuksyn                  | Дюксин      | Дюксин (Djuksin)           | Diuksyn      |      |
| Hanniwka                 | Ганнівка    | Анновка (Annowka)          | Anielówka    |      |
| Perelysjanka             | Перелисянка | Перелисянка (Perelisjanka) | Perełysianka |      |
| Postijne                 | Постійне    | Постийное (Postijnoje)     | Postojno     |      |
| Schylscha                | Жильжа      | Жильжа (Schilscha)         | Żyłża        |      |
| Solomka                  | Соломка     | Соломка                    | Sołomka      |      |
| Susk                     | Суськ       | Суск                       | Susk         |      |